# Quando le radici
Quando le radici è il primo romanzo di fantascienza di Lino Aldani, pubblicato nel 1977 per la collana Science Fiction Book Club della Casa Editrice La Tribuna (CELT) di Piacenza, ma iniziato da Aldani dieci anni prima. Nell'ottobre 2009 è stato ristampato per la collana Urania Collezione n° 80.

## Trama
Arno Varin è un giovane romano di 28 anni che lavora presso una grande fabbrica di componentistica elettronica nella Roma del 1998. Passa le giornate a controllare la produzione di schede, mentre la notte, per il gruppo Felce Azzurra, si prostituisce in un giro di donne benestanti. Stanco della vita caotica, disordinata e senza speranza di Roma, decide dopo l'incontro con Milena, una donna conosciuta ad una festa, di lasciare il lavoro e ritornare a Pieve Lunga, un immaginario paese fuori mano nella zona di Piacenza dove era nato.
Accompagnato all'inizio da Milena, che lo abbandona dopo una sola notte passata a Pieve Lunga, Arno viene aiutato dai pochi anziani rimasti nel paese a trasferirsi nella casa abbandonata della sorella di uno di questi. Durante la sua permanenza a Pieve Lunga, Arno assapora dopo lungo tempo un approccio libero con la natura, andando a pescare, riunendosi con gli anziani nell'osteria rimasta in piedi del paese e scambiando con loro le sue idee utopistiche sul futuro di Pieve Lunga: il paese infatti è minacciato dalla costruzione di una nuova autostrada che distruggerebbe le poche case rimaste. Arno aspetta inutilmente il ritorno di Milena, quando un gruppo di Rom girovaghi giunge in paese. Rama, la sorella del capo rom, sceglie Arno come suo marito rompendo un'anfora ai suoi piedi. Il ragazzo, frastornato dal vino, non comprende appieno il significato del gesto, e nonostante i rom siano disposti ad accettarlo come uno di loro, Arno tentenna. Quando un amico di Arno, detto il Politico, giunge a Pieve Lunga per riportare al giovane la sua macchina con cui Milena se n'era andata, Arno discute a lungo con lui sulla decisione di trasferirsi a Pieve Lunga.
Arno decide di ritornare a Roma per trovare Milena, ma riesce solo ad avere il suo numero di telefono da una delle donne con cui si era prostituito. Scopre la ragazza in uno stato pietoso aggravato dalle droghe di cui faceva abitualmente uso. Sconvolto, Arno vende la macchina e torna in treno il più vicino possibile a Pieve Lunga. A piedi nei campi padani, rischia quasi di morire per il freddo se non incontrasse fortunosamente la carovana di Rama. I rom rinnovano la loro offerta di unirsi a loro, ma ancora una volta il giovane rifiuta. Accompagnato a Pieve Lunga dai rom, Arno scopre che sono cominciati i lavori dell'autostrada. Giunto nei pressi del fiume in cui il giovane andava a pescare, Arno vede una mostruosa macchina intenta a distruggere ettari di bosco. Arno aggredisce l'operaio che manovra la macchina che a seguito della colluttazione sfugge al controllo e si inabissa nel fiume. Gli anziani di Pieve Lunga, giunti sul posto, convincono Arno a scappare mentre cercano di coprire l'azione del giovane. Arno raggiunge i rom prima che se ne vadano con i quali inizierà a girovagare con Rama al suo fianco.
(Domenico Gallo)